# 大连湾跨海交通
大连湾跨海交通是中华人民共和国辽宁省大连市一项跨海公路工程，跨越大连湾，全长约27公里，总投资估算为297亿元人民币，为大连建市以来最大的单体基础设施工程。采用“南隧北桥”方案，其中海底隧道长约5.1公里，跨海大桥长约9.9公里，南起中山区解放路四十二中学附近，在东港商务区黄白嘴处入海，北至金普新区西海屯登陆，最终与金普新区格林小镇南侧规划9号路相接，使大连市中心与大连开发区的通行距离缩短30公里，行车时间节省30分钟以上，2023年5月1日建成通车。

## 背景
此前，连接金普新区与大连市区的主干道是振兴路与振连路，每日通行车辆超过10万辆，交通堵塞情况日益严重。跨海交通工程建成后，将彻底改变大连中心城区交通仅仅依靠陆域集散运输的局面，对小窑湾城市公共副中心的开发建设起到积极的推进作用，同时将实现与丹大高速公路顺畅对接，提高城市对外辐射能力。

## 设计
大连湾跨海交通工程全长24.267公里，其中，包括跨海特大桥1座，全长9,830米，主桥采用主跨420米双塔斜拉桥，按双向10车道设计；海底隧道1座，全长5,140米，按双向8车道设计；山岭隧道3座，全长5,525米；接线大桥4座，全长约4,470米；海中人工岛1处，面积0.5平方公里，长1,140米；互通立交5处。

### 线路
起于大连湾南岸解放路（与规划解放路立交衔接），路线向东在中南风景小区上跨中南路（设置中南路互通），之后线位经转山屯、台子山至东港商务区长江东路（设置东港互通），在东港商务区海之韵公园入海，进入海底隧道，依次下穿大港航道、货轮一号锚地，在甘井子航道处填筑桥隧转换人工岛（设置人工岛互通），路线出海后继续向东北方向跨过现状货轮二号锚地，设置双塔组合梁斜拉桥上跨大连湾航道，至北岸金州新区西海屯登陆，登陆后连续上跨海滨路、金窑铁路、金马路，下穿规划东北大街，上跨港兴大街（设置北接线复合式互通立交连接金马路、东北大街、港兴大街）后，沿黄海中路路中布设高架跨过疏港高速后落地（设置疏港高速互通）。

## 建设历程
- 2015年8月7日，大连湾跨海交通工程正式启动[2]。
- 2022年9月29日，大连湾海底隧道实现全幅贯通。